# Fränkische Nachrichten

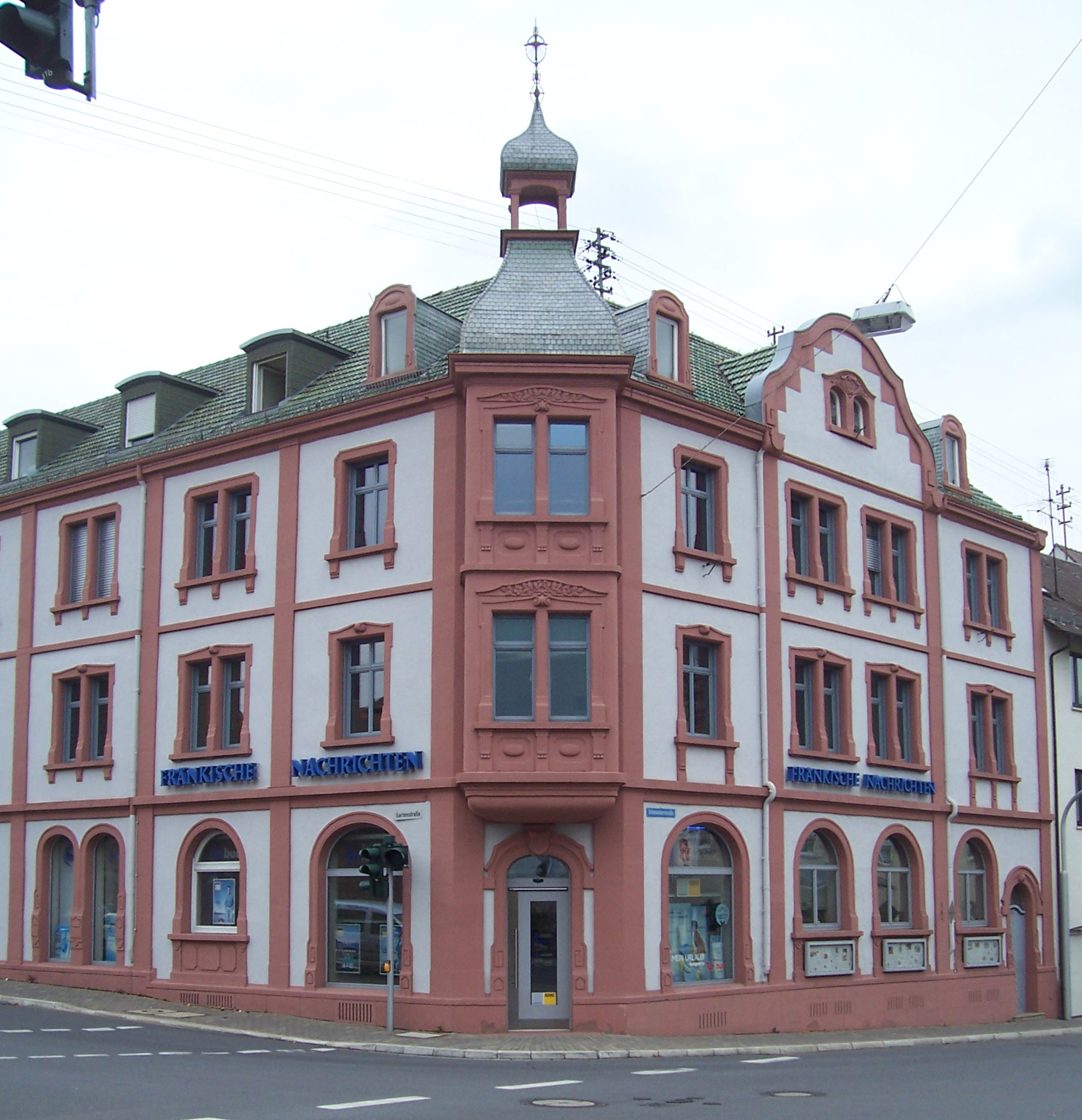
Frankoniahaus in Tauberbischofsheim (2013)

Die Fränkischen Nachrichten (FN, im Untertitel  Tageszeitung für das baden-württembergische Frankenland) mit Sitz in Tauberbischofsheim sind eine eigenständige Tageszeitung, die als Kopfblatt ihren Mantelteil vom Mannheimer Morgen bezieht. Die verkaufte Auflage beträgt 23.376 Exemplare, ein Minus von 20,7 Prozent seit 1998.

## Geschichte

### Gründung der FN
Die Zeitung erscheint seit dem 30. Juli 1946, nachdem die amerikanische Militärregierung zuvor eine entsprechende Genehmigung erteilt hatte. Zu Beginn wurde sie dreimal pro Woche mit einem Umfang von bis zu vier Seiten aufgelegt. Heute wird regelmäßig werktags im Main-Tauber-Kreis und im nördlichen Teil des Neckar-Odenwald-Kreises die FN verkauft. Vom 1. März bis zum 30. September 1949 erschien unter dem Titel Heilbronner Abendpost für wenige Monate eine Nebenausgabe der Fränkischen Nachrichten für Heilbronn.
Von 1960 bis 1968 wurde in Zusammenarbeit mit der Stadtverwaltung Tauberbischofsheim die Zeitschrift Bischemer Heimatbrief für die Außenbürger und Freunde der Stadt im In- und Ausland herausgegeben. Seit 2001 sind die FN über ein Content-Management-System (Infopark) online und im Web auch als E-Paper (PDF-Ausgabe) verfügbar.

### Übernahme der Tauber-Zeitung
Im Herbst 2014 wurde die Tauber-Zeitung durch die Fränkische Nachrichten Verlags-GmbH übernommen. Die Neue Pressegesellschaft mbH & Co. KG (NPG), Herausgeberin der Südwest Presse, gab die Tauber-Zeitung zuvor auf und verkaufte die Titelrechte samt Abonnement-Daten an die FN. Nach der Zustimmung des Kartellamts führen die Fränkischen Nachrichten seit 1. Mai 2015 den Titel fort. Von den zuletzt 21 Mitarbeitern der Tauber-Zeitung konnten nur drei übernommen werden. Während lokale und regionale Inhalte der Tauber-Zeitung von den Fränkischen Nachrichten kommen, liefert der Mannheimer Morgen den überregionalen Mantelteil.

### Jubiläum
2016 feierte die Zeitung das 70-jährige Jubiläum, unter anderem mit einem Tag der offenen Tür im Frankoniahaus, öffentlichen Ausstellungen und einem Leserfest.

## Kenndaten
Die Fränkischen Nachrichten sind Veröffentlichungsblatt für die amtlichen Bekanntmachungen des Main-Tauber-Kreises und des Neckar-Odenwald-Kreises sowie der Großen Kreisstädte Bad Mergentheim und Wertheim, der Städte Buchen, Tauberbischofsheim, Walldürn und der Gemeinde Hardheim. Sie erscheinen in der Fränkische Nachrichten Verlags-GmbH mit Sitz im Frankoniahaus in Tauberbischofsheim. Die Schriftleitung hat Chefredakteur Fabian Greulich.
Die Fränkischen Nachrichten sind Mitglied im Verband Südwestdeutscher Zeitungsverleger e. V. (VSZV), der wiederum dem Bundesverband Deutscher Zeitungsverleger e. V. (BDZV) angehört. Das wöchentliche Anzeigenblatt der FN, die Fränkische Wochenpost, ist Mitglied im Bundesverband Deutscher Anzeigenblätter (BDVA).
Die FN-Verlags-GmbH befindet sich zu 98 Prozent im Besitz der Mediengruppe Dr. Haas, Mannheim, die über eine 100-prozentige Tochter unter anderem auch den Mannheimer Morgen herausgibt.

## Auflage
Die Fränkische Nachrichten hat wie die meisten deutschen Tageszeitungen in den vergangenen Jahren an Auflage eingebüßt. Durch die Übernahme der Tauber-Zeitung konnte die verkaufte Auflage vom vierten Quartal 2014 bis zum vierten Quartal 2015 um 4.275 Exemplare gesteigert werden. Die verkaufte Auflage ist in den vergangenen 10 Jahren um durchschnittlich 0,8 % pro Jahr gesunken. Im vergangenen Jahr hat sie um 4,4 % abgenommen. Sie beträgt gegenwärtig 23.376 Exemplare. Der Anteil der Abonnements an der verkauften Auflage liegt bei 85,5 Prozent.
| 1998  | 1999  | 2000  | 2001  | 2002  | 2003  | 2004  | 2005  | 2006  | 2007  | 2008  | 2009  | 2010  | 2011  | 2012  | 2013  | 2014  | 2015  | 2016  | 2017  | 2018  | 2019  | 2020  | 2021  | 2022  | 2023  | 2024  |
| ----- | ----- | ----- | ----- | ----- | ----- | ----- | ----- | ----- | ----- | ----- | ----- | ----- | ----- | ----- | ----- | ----- | ----- | ----- | ----- | ----- | ----- | ----- | ----- | ----- | ----- | ----- |
| 29484 | 29427 | 29266 | 29446 | 29328 | 29008 | 28949 | 28737 | 28688 | 28550 | 28217 | 28379 | 27498 | 27079 | 26499 | 25868 | 25930 | 30205 | 29616 | 29144 | 28633 | 28188 | 27466 | 26860 | 25930 | 25099 | 23987 |

Der dem Mannheimer Morgen entnommene überregionale Mantelteil der Fränkischen Nachrichten wird in allen zur Dr.-Haas-Gruppe gehörenden Zeitungstiteln (Mannheimer Morgen, Südhessen Morgen, Bergsträßer Anzeiger, Schwetzinger Zeitung, Hockenheimer Tageszeitung, Fränkische Nachrichten sowie Weinheimer Nachrichten und deren Variante Odenwälder Zeitung) täglich knapp 120.000 Mal verkauft.

## Ausgaben
Lokalausgaben
Lokalausgaben (Kopfblätter) erscheinen für Bad Mergentheim (seit Herbst 2014 unter dem Titel Tauber-Zeitung nach deren Übernahme durch die FN), Buchen/Walldürn, Tauberbischofsheim und Wertheim. Die Zustellung erfolgt durch Austräger. Des Weiteren wird im Verlag auch das wöchentliche Blatt Fränkische Wochenpost herausgegeben, welches über Werbung und Anzeigen finanziert wird.
Digitale Zeitung
Die FN bieten ihre tagesaktuellen Ausgaben auch in Form einer digitalen Zeitung an. Digitale Abonnenten können die Zeitung auf dem Computer oder per Smartphone-App abrufen.  Die FN-App ist für die Betriebssysteme iOS und Android verfügbar.

## Kundenservice
Das Unternehmen betreibt unter dem Namen FN-Brieflogistik auch einen Zustellservice für Briefe sowie unter dem Namen FN-Reisen ein Reisebüro.
Darüber hinaus unterhalten die Fränkischen Nachrichten fünf Kundenforen: In 97941 Tauberbischofsheim (Schmiederstraße 19), 97980 Bad Mergentheim (Kapuzinerstraße 4, am Schloss), 74731 Walldürn (Hauptstraße 4), 97877 Wertheim (Maingasse 22) und in 74722 Buchen (Odenwald) (Marktstraße 16).

## Publikationen
Die Fränkische Nachrichten Verlags-GmbH haben unter anderem die folgenden Bücher publiziert:
- Julius Berberich: Geschichte der Stadt Tauberbischofsheim und des Amtsbezirks. Mit einem Stadtplane vom Jahre 1790. M. Zöller’s Buchhandlung und Buchdruckerei, Tauberbischofsheim 1895 (Faksimile-Druck: Fränkische Nachrichten Druck- und Verlags-GmbH, Tauberbischofsheim 1984).
- Gerhard Finger, Erwin Heisswolf, Albert Krämer, Helmuth Lauf, Edgar Münch, Roland Veith: Tauberfranken: Lebensformen und Gesellschaftsordnung im Mittelalter. 96 Seiten. Fränkische Nachrichten Verlags-GmbH, Tauberbischofsheim 1998, ISBN 978-3-924780-32-6.
- Carlheinz Gräter: Spiess voran – drauf und dran: Der fränkische Bauernkrieg in Lied, Spruch und Gedicht. 64 Seiten. Fränkische Nachrichten Verlags-GmbH, Tauberbischofsheim 2000, ISBN 978-3-924780-37-1.
- Corinna Egerer, Michael Latzel: Tauberbischofsheim. Fränkische Nachrichten Verlags-GmbH, Tauberbischofsheim 2005, ISBN 978-3-924780-48-7.